# Алоа (Оаза)
Алоа (фр. Halloy) насеље је и општина у североисточној Француској у региону Пикардија, у департману Оаза која припада префектури Бове.
По подацима из 2011. године у општини је живело 456 становника, а густина насељености је износила 118,75 становника/km². Општина се простире на површини од 3,84 km². Налази се на средњој надморској висини од 194 метара (максималној 204 m, а минималној 187 m).

## Демографија
| 1962. | 1968. | 1975. | 1982. | 1990. | 1999. | 2011. |
| ----- | ----- | ----- | ----- | ----- | ----- | ----- |
| 318   | 340   | 351   | 353   | 395   | 471   | 456   |

График промене броја становника у току последњих година